# SHISHAMO (アルバム)
『SHISHAMO』（シシャモ）は、SHISHAMOのデビュー・アルバムで、1枚目のオリジナル・アルバム。2013年11月13日にGOOD CREATORS RECORDS / FAITH MUSIC ENTERTAINMENT INC.から発売された。

## 概要
- SHISHAMOが2013年8月にフェイスミュージックエンタテインメントと契約し、初めて発売されたアルバム。発売日同日には自主制作盤の『卒業制作』が再リリースされた[5]。
- CDパッケージの歌詞やイラストは宮崎による手書きの作品で構成されている[6]。ジャケットの写真を撮影したのは川島小鳥[6]。SHISHAMOのアルバムジャケットは、最新作の『SHISHAMO 8』まですべて川島が手掛けており、アーティスト写真やグッズなどの撮影も担当している。
- 本作のアルバムタイトルが「SHISHAMO」に決定したことは吉川と松本に伝えられておらず、2人は宮崎がプロモーションで出演したラジオを聞いていて初めて知ったという[7]。
- 本作を引っ提げ、SHISHAMO ワンマンツアー2014「彼女ができたバンドマンに恋する休日」が2014年5月24日から6月29日まで行われた[8][9]。アルバムには、このツアーのチケット先行予約用チラシが封入された[10]。
- メンバー監修によるバンドスコアブックの 『バンド・スコア　SHISHAMO 「SHISHAMO」』が2015年6月25日に発売された[11]。

## 収録曲
| 全作曲: 宮崎朝子、全編曲: SHISHAMO。 |                          |            |            |      |
| #                                    | タイトル                 | 作詞       | 作曲・編曲 | 時間 |
| 1.                                   | 「僕に彼女ができたんだ」 | 吉川美冴貴 | 宮崎朝子   | 3:09 |
| 2.                                   | 「行きたくない」         | 宮崎朝子   | 宮崎朝子   | 4:24 |
| 3.                                   | 「あの子のバラード」     | 宮崎朝子   | 宮崎朝子   | 3:47 |
| 4.                                   | 「こんな僕そんな君」     | 宮崎朝子   | 宮崎朝子   | 5:07 |
| 5.                                   | 「休日」                 | 宮崎朝子   | 宮崎朝子   | 3:47 |
| 6.                                   | 「がたんごとん」         | 宮崎朝子   | 宮崎朝子   | 4:28 |
| 7.                                   | 「深夜のラジオ」         | 宮崎朝子   | 宮崎朝子   | 4:47 |
| 8.                                   | 「バンドマン」           | 宮崎朝子   | 宮崎朝子   | 5:12 |
| 9.                                   | 「サブギターの歌」       | 宮崎朝子   | 宮崎朝子   | 4:32 |
| 10.                                  | 「君との事」             | 宮崎朝子   | 宮崎朝子   | 4:31 |
| 11.                                  | 「恋する」               | 宮崎朝子   | 宮崎朝子   | 6:12 |
| 合計時間:                            | 合計時間:                | 合計時間:  | 50:00      |      |

## 楽曲解説
1. 僕に彼女ができたんだ
  - 高校卒業前の冬に出来た曲で、「絆創膏」（『卒業制作』に収録）に続いて吉川が2度目の作詞を手掛けた[7]。仮タイトルは「しゃべりたい」だった[12]。後のインタビューで吉川は「まだ歌詞を書くことの照れがあったが、宮崎が曲をつけるとかっこいい仕上がりになったため作詞の面白さを感じた」と振り返っている[13]。
  - 『SHISHAMO 2』に収録された「僕、実は」は、この曲の続編として作られた曲で、歌詞の世界につながりがある[14][15]。
  - 2013年8月29日にフカツマサカズが監督を務めたミュージック・ビデオが公開された[16]。フカツマサカズは、2015年までのSHISHAMOの全ミュージック・ビデオで監督を務めており、それ以降も何度もタッグを組んでいる。
  - テレビ東京系『JAPAN COUNTDOWN』の2013年11月度 エンディングテーマに起用された。
  - 2023年11月15日公開の「Billboard Japan TikTok Weekly Top 20」で3位にランクインし、12月13日公開の同チャートでは2位にランクインした[4]。
2. 行きたくない
  - 軽音楽部の顧問の先生が演奏を初めて聞いた際に、サビの部分（“学校には行きたくないよ”）で眉をひそめたというエピソードがある[7]。
  - 2013年11月21日にミュージック・ビデオが公開された。コラージュアニメやコマ撮りが多用された作品で、フカツマサカズが2ヶ月かけて制作した。ビデオには宮崎が描いたイラストも使用されている[17]。
  - TOKYO MX『夏木スタイル One of Love』のエンディングテーマに起用された。
3. あの子のバラード
  - 歌詞の主人公は「宿題が終わらない」の主人公と同じ女の子で、「君に告白した理由」（「宿題が終わらない」のカップリング曲、『卒業制作』に収録）、「行きたくない」の世界ともつながりがある[7][18]。
4. こんな僕そんな君
  - アウトロの口笛を吹くのに苦戦したと宮崎が話している[7]。
5. 休日
  - 「サビで歌詞がない曲がやりたい」という希望から、古くからあった曲を作り直して完成させた曲[7]。
6. がたんごとん
  - メンバーが練習スタジオに向かう際に乗っていた南武線を題材にした曲。2013年10月25日に、3人が電車に乗っている様子を収めたミュージック・ビデオが公開されたが、撮影のロケ地は南武線ではなかった[7][19]。
7. 深夜のラジオ
  - J-WAVE 『TOKYO REAL-EYES』の企画で「深夜のラジオ」というテーマをもらい制作した曲[20]。
8. バンドマン
  - バンドマンに恋する女の子の心情が歌われた曲[18]。
9. サブギターの歌
  - 宮崎が自室でくつろいでいる時にサブギターと「目が合い」、寂しそうだと思い、いたたまれない気持ちになり書いた曲[18]。
  - 途中でテンポが速くなる部分は、SHISHAMOとして初めての試みだった[7]。
10. 君との事
  - アフリカに単身赴任して別の女ができてしまった男の曲[7]。制作がはかどらない時に、歌詞のアナザーストーリーを考え始めると盛り上がって完成したという経緯がある[18]。
11. 恋する
  - 夏っぽいキラッとした曲を作りたいという気持ちから制作した曲。仮タイトルは「カルピス」「イレギュラー」だった[7]。
  - シングル曲ではないが、ライブでは定番となっており、2019年6月19日リリースのベスト・アルバム『SHISHAMO BEST』に収録された[21]。
  - 2023年2月4日にリリースされたコンセプト・アルバム『恋を知っているすべてのあなたへ』には、この曲をリレコーディングした「恋する -10 YEARS TAHNK YOU-」が収録され、ミュージック・ビデオも制作された[22]。

## 参加ミュージシャン

### SHISHAMO
- 宮崎朝子：Guitar, Vocal
- 松本彩：Bass
- 吉川美冴貴：Drums